# ثنائي العاصمة
 ثنائي العاصمة فرقة غنائية سودانية مكونة من فنانين إثنين قدمت مجموعة من الأغاني التي لاقت رواجاً في السودان.

## التاريخ
ظهرت الفرقة في أبريل / آب عام 1962 م، وكان يطلق عليها اسم «ثلاثي العاصمة» لأنها كانت تتكون من ثلاثة أعضاء هم السني الضوي، وإبراهيم أبودية، ومحمد الحويج الذي توفي في يوليو تموز عام 1964 م، فتقرر تحويل الاسم إلى «ثنائي العاصمة».

### تأسيسها
تأسست الفرقة عن طريق الصدفة عندما التقى السني الضوي الذي كان يقوم بتلحين الأغاني بالمطرب إبراهيم أبودية الذي ذهب في بداية مشواره الفني إلى الملحن السني الضوي ليقوم بتلحين عدد من القصائد الغنائية لكي يقدمها للجمهور. وتصادف وجود عدد من الفنانين السودانيين مع الملحن الضوي في تلك الاثناء ومن بينهم الفنانة منى الخير واللواء الشاعر جعفر فضل المولى والفنان محمد وردي
```
في تلك اللحظة. وقام السني الضوي بترديد إحدي أغنيات الفنان 
إبراهيم عوض
 في ذلمك اللقاء وشاركه في الغناء إبراهيم أبودية واكتشف اللواء جعفر فضل المولى ان هنالك تشابهاً وتجانساً بين صوتيهما فاقترح عليهما أن يغنيا معاً كثنائي. وافق الاثنان على الفكرة ثم انضم إليهما لاحقاً محمد الحويج والذي توفي في عام 
1964
 وبوفاته توقفت الفرقة عن الغناء لفترة حتى اعتقد الجميع بأنها أنتهت، ولكن استطاع الفنان 
عثمان حسين
 والملحن حسن بابكر ووزير التربية والتعليم السوداني الأسبق محمد توم التيجاني من إعادتها للغناء مرة أخرى بإقناع الضوي وأبودية بالإستمرار في مواصلة فن الطرب والغناء كثنائي.
```

### أول إنتاجها الفني
وأول أغنية ظهر ت بها الفرقة أمام الجمهور هي أغنية «ما سالتم يوم علينا»، ثم أغنية «وحياة المحبة» التي تغنى بها الثلاثي في العام 1964 م قبل ان يتم تسجيلها رسمياً في الإذاعة السودانية في عام 1965 م.

## الشعراء
تعاملت الفرقة مع العديد من الشعراء الغنائيين في السودان ومن بينهم 
- علي شبيكة (لما ترجع بالسلامة، وناس قراب منك، يا هلا وغيرهما من الأغنيات)
- مبارك المغربي
- محجوب سراج (حيرت قلبي معاك)
- عباس احمد (صوني عليك)
- محمد يوسف موسى (وحياة المحبة)
- كمال محجوب (في ضميرك، البينا عامرة، ونهر الريد)
- سيف الدين الدسوقي (ما سألتم يوم علينا)
- محمد طرنجة (طريق الأمل، ليه نندم على الماضي، وزمانا الراح)

## الملحنون
- السني الضوي
- حسن بابكر

## أعضاء الفرقة
تتكون الفرقة من:
- السني الضوي، المولود بمدينة نوري بالولاية الشمالية في عام 1936 ، وهو إلى جانب عمله كمغن يعتبر ملحناً بارزا للقصائد الغنائية وله اعمالاً ناجحة في هذا المجال بلغت حوالي 191 عملاً منها 87 أغنية مسجلة بالإذاعة السودانية لفنانين مطربين كبار مثل إبراهيم عوض (أغنية مين قسّاك) ومنى الخير (غبت عني مالك) ومحمد ميرغني (شفتك وابتهجت) وصلاح بن البادية (أول حب) وعبد العزيز المبارك (له ياقلبي ليه). وكان السني يعمل مدير حسابات بمكتب كهرباء أم درمان قبل تقاعده في عام 2002 م.
- إبراهيم أبودية، المولود في الخرطوم بحري في عام 1938 م، والمتوفي في عام 2005 م، والذي بدأ حياته العلمية بمهنة الخياطة إلى جانب عمله كفنان مطرب.[1]

## الآلات الموسيقية
تستخدم الفرقة عدة آلات موسيقية وتركز بشكل أساسي على الكمان إلى جانب الجيتار والأكورديون والآات نفخية منها الساكسفون والبوق فضلاً عن الدربكة بالنسبة للإيقاع. واحياناً يتم إدخال العود.

## دور الفرقة في تطوير الأغنية السودانية
جاءت الفرقة بلونية جديدة في الأغنية السودانية تتميز في التوافق بين الكلمة البسيطة المعنى واللحن الخفيف المطرب دون أن تحيد عن السلم الخماسي التي تقوم عليه الموسيقى السودانية.

## أغنيات الفرقة
- يا هلا
- نهر الريد
- لما ترجع بالسلامة
- زي عيني
- طول مفارق
- حيرت قلبي معاك
- متين أزورك
- وحياة المحبة
- ما قالو عليك حنين
- بحبك
- فرح
- معاي معاي

## نموذج لأعمال الفرقة الغنائية
- أضغط للاستماع إلى أغنية يا هلا

- أضغط للاستماع إلى أغنية طول مفارق حيو